# La camisa
La camisa es una obra de teatro en tres actos de Lauro Olmo, escrita en 1960, publicada en 1961 y estrenada en 1962.

## Argumento
La obra refleja la crítica situación social en la España del momento, a través de la vida de una familia de extracción humilde, integrada por el matrimonio que forman Juan y Lola, inmigrantes en Madrid, sus hijos Lolita y Agustinillo y la abuela, todos hacinados en una chabola. Pese a su camisa nueva, Juan no logra conseguir un trabajo y se plantea la marcha de Lola a tierras con mejores oportunidades. Con esa perspectiva se abordan asuntos como la marginalidad, el paro y el alcoholismo.

## Representaciones destacadas
- Teatro Goya, Madrid, 8 de marzo de 1962 (Estreno).
  - Dirección: Alberto González Vergel.
  - Intérpretes: Manuel Torremocha, Margarita Lozano, Carola Fernán Gómez, Tina Sáinz, Mary Paz Ballesteros, Emilio Laguna, Pedro Oliver.

- Teatro Bellas Artes, Madrid, 1995
  - Dirección: Alberto González Vergel.
  - Escenografía: Manuel Mampaso.
  - Intérpretes: Julia Martínez, Queta Claver, Elvira Travesí, Manuel Gallardo, Teófilo Calle, y Ramón Pons.